# プラーグの大学生 (1926年の映画)
『プラーグの大学生』（プラーグのだいがくせい、ドイツ語: Der Student von Prag）は、1926年に公開されたドイツの表現主義サイレント映画で、監督はヘンリック・ガレーン。

## あらすじ
1820年、プラハ。バルドゥインは剣の達人として名高い大学生。ある日、狩りの最中に落馬したマルギット女伯爵を助け、彼女に恋をする。しかし彼女には裕福な許婚がいた。バルドゥインは貧乏だった。魔術師のスカピネリが金の援助を申し出る。交換条件は彼の部屋にあるもの一切、バルドウィンは同意する。条件のなかには鏡に映るバルドゥイン自身の姿も入っていた。女伯爵の愛は得るも、自己の分身は決闘で彼女の許嫁を殺してしまう。以後、バルドゥインの近辺に現れる分身に悩まされ続ける。最後には、バルドゥインは分身を銃で撃ち倒すが、それはバルドゥイン自身の死を意味した。

## キャスト
- バルドゥイン：コンラート・ファイト
- スカピネリ：ヴェルナー・クラウス
- リュードゥシュカ：エリッツア・ラ・ポルタ
- マルギット・フォン・シュヴァルツェンベルク：アグネス・エステルハツィ （英語版）
- シュヴァルツェンベルク伯爵：フリッツ・アルベルティ
- ヴァルディス男爵：フェルディナンド・フォン・アルテン（英語版）

いくつかのシーンにホルスト・ヴェッセルがエキストラで出演している。

## 制作
脚本はヘンリック・ガレーンとハンス・ハインツ・エーヴェルスで、ファウスト伝説を下敷きにしている。1913年の同名映画のリメイクである。
美術はヘルマン・ヴァルム、撮影はギュンター・クランフ。特殊効果によりフィナーレでは本物と分身が対峙する。

## 公開
1926年10月25日、ベルリンで封切。1935年、アルトゥール・ロビソン によりトーキーとしてリメイクされた。

## 関連
- プラーグの大学生 (1913年の映画)
- プラーグの大学生 (1935年の映画)